# 秦时明月3D电影龙腾万里
《秦时明月3D电影龙腾万里》（英語：The Legend of Qin），是2014年中国3D冒险动作动画电影，由炫动传播、玄机科技、东方星空、骏梦游戏、光线影业、优酷土豆六个出品方联合出品，沈乐平编剧并执导，是华语影坛首部武侠CG电影，中国于2014年8月8日上映。原动画《秦时明月》系列的灵感来源于温世仁武侠小说《秦时明月》，而该电影为杭州玄机科技信息技术有限公司原创。

## 剧情
影片以秦朝为故事背景，讲述了荆天明、项少羽等人所经历的一个惊心动魄、环环相扣的奇幻冒险故事。

## 配音角色
| 演員   | 角色                                      | 備註                           |
| 冯骏骅 | 荆天明/Jing Tianming                      | 系列男主角                     |
| 沈达威 | 项少羽 （项羽）/Xiang Shaoyu （Xiang yu） | 系列男二号，未來的西楚霸王项羽 |
| 季冠霖 | 小黎/Xiao Li                              | 电影原创女主角                 |
| 周佶   | 貔貅/Pixiu                                | 电影原创女二号                 |
| 刘钦   | 盖聂/Ge Nie                               |                                |
| 张嘉译 | 卫庄/Wei Zhuang                           |                                |
| 吴磊   | 魔化卫庄/Possessed Wei Zhuang             |                                |
| /      | 白凤凰/White Phoenix                      |                                |
| /      | 赤练/Crimson Lotus                        |                                |
| 黄莺   | 大司命/Priestess of Death                 |                                |
| /      | 少司命/Priestess of Birth                 |                                |
| 王肖兵 | 公输仇/Gongshu Chou                       |                                |
| 程玉珠 | 吕老伯/Uncle Lv                           | 电影原创                       |
| 孟祥龙 | 水果将军/General Fruit                    | 电影原创                       |
| 游军   | 秦国副将/Qin Vice General                 | 电影原创                       |
| 狄菲菲 | 楼兰大祭司/Loulan High Priestess          | 电影原创                       |
| 赵乾景 | 楼兰武士/Loulan soldier                   | 电影原创                       |
| 钟有道 | 旁白/Narrator                             |                                |

## 反响
中国大陆首周三天收获3780万元人民币列第五位。2014年8月总票房5984.98万元人民币，居2014年暑期档中国动画电影票房第三位。